# Congregazioni cristiane pentecostali
Con il termine di Congregazioni Cristiane Pentecostali viene definita una comunione di Chiese Evangeliche Pentecostali Italiane autonome a struttura congregazionalista.

## Storia

### Le premesse
L'origine delle Congregazioni Cristiane Pentecostali italiane è individuabile nelle esperienze, comuni alle altre denominazioni storiche di risveglio pentecostale, di un gruppo di evangelici italiani tra i quali erano Giacomo Lombardi e Luigi Francescon, che nel 1907 organizzò una comunità di lingua italiana a Chicago.
Da qui partì verso la fine del 1908 l'iniziativa di recare l'esperienza ai paesi di origine in Italia da cui ebbero origine alcune piccole comunità: Roma (1908), La Spezia (1909), Gissi e Milano (1910).
Tra i più noti del pentecostalismo italiano delle origini vanno annoverati (oltre a Lombardi e Francescon), Pietro Ottolini, Umberto Gazzeri, Lucia Menna che fondò comunità a Gissi, piccolo centro in provincia di Chieti, in Abruzzo, Giuseppe Petrelli, Serafino Arena e Luigi Terragnoli.

### La crescita
Nel 1910 le comunità presenti in Italia erano quattro. Nel decennio seguente come conseguenza della testimonianza di altri immigrati tornati in Italia erano salite a 14; per diffusione spontanea si costituirono altre chiese e gruppi talché nel 1930 erano divenute 148.
Fino a quel momento il movimento pentecostale italiano aveva mantenuto una organizzazione strettamente congregazionalista, richiamandosi alle origini; la chiesa di Chicago, considerabile in un certo senso la chiesa madre, aveva infatti tale struttura di governo tipica tra l'altro dei movimenti di risveglio precedenti. Tale struttura era fortemente sostenuta da Luigi Francescon.
La crescita del movimento indusse, nel 1927, le chiese evangeliche italiane con esperienza pentecostale negli Stati Uniti a convocare quella che venne definita "Prima assemblea generale delle chiese inorganizzate italiane residenti negli Stati Uniti"; nel corso dei lavori venne ribadita la caratteristica congregazionalista di governo delle chiese ma si diede luogo ad una certa forma di comunione e collaborazione tra le stesse senza inficiarne tuttavia l'autonomia. L'anno dopo, il 1928, si tenne in Italia l'assemblea costitutiva delle chiese pentecostali sotto la presidenza di Michele Palma in veste di rappresentante delle chiese italiane del Nord America. La seconda assemblea generale, tenuta a Roma nel 1929 allo scopo di definire quale tipo di eventuale associazione costituire per i rapporti con lo stato fascista, accolse la posizione più radicale, strettamente congregazionalista sostenuta da Luigi Francescon deliberando di non costituire alcun organismo rappresentativo di fronte alle autorità. Il Convegno del 1929 autorizzò soltanto la richiesta dell'autorizzazione, come ministro di culto, del responsabile della comunità di Roma, Ettore Strappaveccia(concessa nel 1931 e revocata nel 1935). La scelta si rivelò presto foriera di difficoltà, sempre maggiori; fino ad allora infatti la legislazione in vigore prevedeva il riconoscimento paritario dei culti e il codice Zanardelli prendeva in considerazione tutti i culti (compreso il cattolico) in quanto "ammessi nello stato" e trattava di esercizio senza distinzioni di sorta circa i ministri, e i luoghi di culto.

### Gli anni del regime: difficoltà e persecuzione
Le cose cominciarono a cambiare con le circolari del capo della polizia Arturo Bocchini ai prefetti, del 13 aprile 1927 e altre successive del 1928 con cui si sollecitava il controllo delle attività degli evangelici, ritenuti "sospetti" e in particolare dei "pentecostali" passando nei loro confronti dalla diffidenza all'ostilità. La legge 24 giugno 1929, n. 1159 sull'esercizio dei culti ammessi nello stato seguita ai Patti Lateranensi dell'11 febbraio fece sorgere speranze, presto rientrate, nel mondo evangelico in quanto permetteva per le chiese esistenti già l'esercizio del culto. La realtà del periodo invece presentava sempre più frequenti casi di limitazioni, vessazioni e arresti nei confronti di pastori e chiese in tutto il territorio nazionale.
A partire dal 1930 si iniziò ad usare il nome di Congregazione Cristiana Pentecostale per definire ciascuna chiesa fino ad allora denominata semplicemente adunanza cristiana o assemblea cristiana. Ma nello stesso anno, l'entrata in vigore del nuovo Codice Rocco, l'emanazione di leggi di pubblica sicurezza (che limitavano drasticamente le libertà di riunione e di stampa) nonché il trasferimento della competenza degli affari di culto dal Ministero della Giustizia a quello degli Interni furono le premesse per la messa al bando del culto pentecostale nel quale non esisteva una struttura gerarchica di governo invece affidato a pastori ed anziani liberamente scelti dall'assemblea. Il sistema non era accettabile dal regime fascista proprio perché poco controllabile. Per porre rimedio si cercò di ottenere, per alcuni pastori e non senza difficoltà, il riconoscimento ministeriale; l'emanazione della circolare Buffarini Guidi spense ogni speranza classificando il pentecostalismo come "nocivo alla salute psico-fisica della razza" e quindi da reprimere.
Dal 1935 al 1944 fu un periodo di grande persecuzione ufficiale; una circolare ai prefetti del capo della polizia Arturo Bocchini, del 22 agosto 1939 seguita da una del 13 marzo 1940, ribadiva tra l'altro "la pericolosità" dei pentecostali i quali vennero in alcuni casi diffidati, in altri arrestati in grande numero. Molti pastori, 50 secondo le ricerche del Rochat, subirono anche il confino. Uno dei pentecostali arrestati, Fidardo De Simoni, finì martire alle Fosse Ardeatine. Un altro, Antonio Brunetti, fu deportato e ucciso nel campo di concentramento di Mauthausen.

### I primi anni del dopoguerra
Il periodo clandestino paradossalmente aveva "protetto" i pentecostali nel complesso in quanto l'assenza di strutture stabili aveva reso più difficile l'individuazione e la schedatura dei fedeli; le comunità non erano diminuite anzi le statistiche rilevano il loro aumento, dalle 172 del 1930 alle 201 del 1940.
Lo sbarco degli Alleati in Sicilia, nell'estate del 1943, riportò la libertà di culto ai pentecostali che indissero un Convegno degli anziani delle chiese pentecostali siciliane che si tenne a Raffadali il 25, 26 e 27 agosto 1944 per iniziativa del pastore Vincenzo Federico. L'anno dopo, a Raffadali, dal 30 agosto al 2 settembre 1945, con la sola assenza della corrente rigorista "zaccardiana" si tenne un altro convegno nel corso del quale fu ancora ribadita la concezione "congregazionalista".

### Le difficoltà continuano
Il crollo del regime fascista alimentò le speranze di libertà tuttavia, partiti gli alleati, ci si accorse che la circolare persecutoria era rimasta operante e colpiva con provvedimenti di polizia numerose comunità del Mezzogiorno e della Sicilia. I fatti incresciosi provocarono anche interrogazioni parlamentari, senza esito immediato, e un'indagine della Direzione generale dei culti del Ministero degli interni volta ad accertare "Di fronte alle istanze di pastori pentecostali, (...) notizie concrete circa l'esercizio del culto medesimo negli Stati Uniti d'America".
Il Convegno di Roma, che si svolse dal 28 agosto al 1 settembre 1946, rappresentò la svolta per il movimento; la maggioranza delle chiese partecipanti, ritenendo necessaria una qualche struttura di mutua assistenza (dato il difficile periodo economico di fine conflitto) e una forma di organizzazione a carattere nazionale per un riconoscimento da parte dello Stato pose le basi per l'organizzazione a carattere nazionale di una Chiesa cristiana evangelica pentecostale..

### La divisione
Il 16, 17 e 18 agosto 1947 fu indetto a Napoli un Convegno nazionale pentecostale che richiese l'affiliazione alle Assemblies of God statunitensi in quanto mezzo necessario per ottenere il riconoscimento giuridico del movimento e sottrarlo alle continue vessazioni; il 13 dicembre 1947 con la firma di un'intesa si ufficializzò il nuovo nome di "Assemblee di Dio in Italia".

La minoranza delle chiese che rifiutarono la nuova costituzione di "Assemblee di Dio in Italia, ritennero di mantenere il congregazionalismo originario e il nome di "Congregazioni Cristiane Pentecostali", assunto dalle adunanze evangeliche nel 1936. Successivamente nel convegno pastorale del 23 gennaio 1958 svoltosi a Vittoria (RG) si organizzarono di fatto in associazione di comunità pentecostali libere, deliberando tra l'altro:
(Atti del convegno di Vittoria del 23 gennaio 1958)
Nel 2005 l'associazione di chiese definite "Congregazioni Cristiane Pentecostali", la cui sede è stata stabilita in Ragusa, ha ottenuto il riconoscimento della personalità giuridica con l'istanza presentata dal sig. Alfio Bosco, presidente protempore dell''Associazione, con il D.P.R. 20 giugno 2005.

## Caratteristiche e lineamenti di fede
L'apparato dottrinale delle "Congregazioni Cristiane Pentecostali" è coerente in linea di massima con i principi dottrinali del mondo pentecostale classico; vengono infatti considerate:
- La Bibbia: Parola di Dio, scritta da uomini ispirati dallo Spirito Santo quale strumento di rivelazione del piano divino di redenzione e quale regola di fede e di condotta cristiana.
- La Trinità, nella persone del Padre del Figlio e dello Spirito Santo.
- Gesù Cristo: Figlio di Dio, della stessa natura del Padre, vero uomo e mediatore fra Dio e gli uomini; morì e risuscitò compiendo l'opera della redenzione. È il Signore e il Salvatore del mondo ed è presente invisibilmente fra i credenti per aiutarli e confortarli durante la vita terrena.
- Lo Spirito Santo: convince l'uomo di colpevolezza, guida nella verità, rigenera la vita dei credenti, elargisce i doni per l'edificazione della Chiesa.
- L'uomo: creato ad immagine e somiglianza di Dio, è oggetto del Suo amore e della Sua parola, senza distinzione di razza, è sottoposto al giudizio di Dio; ottiene la salvezza per grazia mediante la fede in Gesù Cristo.
- Il perdono dei peccati e la purificazione sono prerogativa di Dio e si ottengono con il ravvedimento e la fede nell'opera espiatoria di Gesù Cristo.
- Il battesimo in acqua: per immersione, non è mezzo di salvezza o di perdono dei peccati, ma professione pubblica di voler vivere la vita nuova in Gesù Cristo, Signore e Salvatore. È amministrato nel nome del Padre, del Figlio e dello Spirito Santo.
- Il battesimo nello Spirito Santo: esperienza successiva alla salvezza; si manifesta con il segno delle lingue.
- La Santa Cena: funzione istituita da Gesù Cristo; viene celebrata con il pane e il vino in memoria della morte e la risurrezione di Gesù Cristo per partecipare alla comunione con Cristo risorto.
- La chiesa: è l'insieme dei credenti uniti dalla fede in Cristo, con pari dignità e autorità. È stata fondata da Gesù Cristo che ne è il Capo e la Pietra angolare; è una realtà storica i cui confini istituzionali non sono definibili: il Signore nell'ultimo giorno riconoscerà i suoi.
- L’autorità: in materia di disciplina, di organizzazione e di fede, è la Parola di Dio, interpretata sotto la guida dello Spirito Santo, con spirito di preghiera e di comunione fraterna. Il governo della Chiesa risiede nell'insieme dei credenti.

## Presenza nel territorio
Le "Congregazioni" sono maggiormente diffuse nella Sicilia sud orientale, particolarmente nelle province di Ragusa, Siracusa, Catania, Agrigento, Enna, Caltanissetta; sono presenti anche in altre regioni del Meridione d'Italia: Bari, Taranto, Frosinone, Latina, Salerno, Napoli e Piacenza. In Italia vi aderiscono circa 61 congregazioni.